# Rhaphidophora pilosa
Rhaphidophora pilosa P.C.Boyce – gatunek wieloletnich, wiecznie zielonych pnączy z rodziny obrazkowatych, pochodzących z zachodniej Nowej Gwinei, zasiedlających lasy deszczowe. Komórki tych roślin posiadają 60 chromosomów tworzących 30 par homologicznych.